# داميان لونش
داميان لونش (بالإنجليزية: Damian Lynch)‏ (31 يوليو 1979 بدبلن في جمهورية أيرلندا - ) هو لاعب كرة قدم أيرلندي في مركز الدفاع. شارك مع منتخب جمهورية أيرلندا تحت 21 سنة لكرة القدم. أما مع النوادي، فقد لعب مع باتريك أتلتيك ودرودا يونايتد وليدز يونايتد ونادي بوهيميان ونوتينغهام فورست.

## وصلات خارجية
- داميان لونش على موقع قاعدة بيانات كرة القدم.إي يو (الإنجليزية)
- داميان لونش على موقع Soccerbase.com (لاعب) (الإنجليزية)